# Pandemia de COVID-19 en Sierra Leona
La pandemia de COVID-19 en Sierra Leona alcanzó al país el 31 de marzo de 2020.
Hasta el 28 de junio de 2020, hay 1,427 casos, 60 muertes y 943 recuperados. A fines de julio de 2020 se registraron 1768 casos confirmados, 1297 recuperaciones y 66 muertes. Al 17 de diciembre de 2020, se habían reportado 2464 casos, 1854 recuperados y 75 muertos.